# Greg Kinnear
Greg Kinnear, vlastním jménem Gregory Kinnear (* 17. června 1963, Logansport, Indiana, USA) je americký herec, moderátor, scenárista a televizní osobnost, držitel ceny Emmy.
Pochází z rodiny diplomata, v mládí často cestoval po celém světě. Na Arizonské univerzitě vystudoval televizní a rozhlasovou žurnalistiku. V americké televizní stanici NBC moderoval svoji vlastní talk show Talk Soup, za kterou obdržel v roce 1995 cenu Emmy.
Jako herec účinkoval v televizi zejména v 1. polovině 90. let, od 2. poloviny 90. let 20. století se více věnuje filmovému herectví. Zpočátku se jednalo spíše o vedlejší role, první větší roli ztvárnil v romantickém snímku Sabrina, kde si zahrál 3. hlavní postavu Davida Larrabeho.
Na Zlatý glóbus a Oscara byl nominován za svoji vedlejší roli ve símku Lepší už to nebude z roku 1997, kde hrál homosexuálního malíře Simona Bishopa. O rok později si zahrál v romantickém snímku Láska přes Internet.
V roce 2000 se objevil ve sci-fi komedii Z jaké jsi planety?, v témže roce hrál i mysteriózním hororovém dramatu Téměř dokonalý zločin. V roce 2002 si zahrál v psychologickém snímku Auto Focus - Muži uprostřed svého kruhu, v témže roce se objevil ve válečném dramatu Údolí stínů. V roce 2010 si zahrál ve válečném thrilleru Zelená zóna, který se odehrává v Iráku v době těsně po násilném svržení Saddáma Husajna.